# Centrorhynchus macrorchis
Centrorhynchus macrorchis är en hakmaskart som beskrevs av Das 1949. Centrorhynchus macrorchis ingår i släktet Centrorhynchus och familjen Centrorhynchidae. Inga underarter finns listade i Catalogue of Life.